# Арнолд фон Алтена
Арнолд (на немски: Arnold von Altena, * вер. пр. 1150, † 3 май 1206, 1207 или 1209) е граф на Алтена от 1180 до 1209 г.
Той е най-възрастният син на граф Еберхард I фон Берг-Алтена (1150–1180) и съпругата му Аделхайд фон Куик-Арнсберг.
След смъртта на баща му Арнолд и брат му Фридрих фон Берг-Алтена разделят графството.
Арнолд построява заедно с брат си архиепископ Адолф фон Берг-Алтена Изенбург при Хатинген. Той се смята за основател на линията Берг-Алтена на род Изенберг.
Неговият син Фридрих фон Изенберг е убиец на архиепископ Енгелберт I от Кьолн († 7 ноември 1225). Синовете му епископът на Оснабрюк Енгелберт I фон Изенберг и епископът на Мюнстер Дитрих III фон Изенберг участват също в убийството.

## Фамилия
Арнолд се жени за Мехтхилд († ок. 1223), дъщеря на граф Флоренц III от Холандия. Те имат децата:
- Дитрих III фон Изенберг († 1226), епископ на Мюнстер
- Енгелберт I фон Изенберг († 1250), епископ на Оснабрюк
- Бруно фон Изенберг‎ (* пр. 1200, † 20 декември 1258), княз-епископ на Оснабрюк (1250 – 1259)
- Адолф Адолф фон Алтена-Изенбург-Холтен (* 1220, † 1260), ∞ Елизабет фон Холте († сл. 1260)
- Агнес ∞ Христиан II († 1233), граф фон Олденбург
- Еберхард II (* 1180, † 1209), граф на Алтена и Изенберг
- Филип († 1264), домхер в Кьолн
- Фридрих фон Изенберг († 1226), граф на Алтена и Изенберг
- Готфрид (* 1220, † сл. 1247), пробст в Мюнстер